# 1984 في ألمانيا
فيما يلي قوائم الأحداث التي وقعت خلال عام 1984 في ألمانيا.

## سياسة

### تعيين في المنصب
- 1 يناير – باربرا هندريكس .
- 1 يناير – غونتر أوتينغر عضو مجلس الشورى الموحد بادن فورتمبيرغ  [لغات أخرى]‏.
- 1 يناير – هيلموت هاوسمان الأمين العام للحزب الديمقراطي الحر ‏.
- 27 يونيو – مارتن بانغيه مان وزير اتحادي  [لغات أخرى]‏.
- 1 يوليو – ريتشارد فون فايتسكر رئيس ألمانيا.
- 1 نوفمبر – لوتار شبيت رئيس البوندسرات.
- 15 نوفمبر – فولفغانغ شويبله الوزير الاتحادي للشؤون الخاصة.

### انتهاء فترة المنصب
- 9 فبراير – ريتشارد فون فايتسكر عمدة برلين.
- 30 يونيو – كارل كارستنز رئيس ألمانيا.
- 25 أكتوبر – راينر بارزيل رئيس البوندستاغ.
- 31 أكتوبر – فرانز جوزيف ستراوس رئيس البوندسرات.

## رياضة
- 5 أغسطس – جائزة ألمانيا الكبرى 1984 الفائز ألن بروست.

## ظهور
- 1 يناير – مودرن توكينغ

## مواليد

### يناير
- 1 يناير – كريستيان إيغلر لاعب كرة قدم ألماني.
- 3 يناير – هيكو شافارتزيك لاعب كرة سلة ألماني.
- 11 يناير – كرستين ووهلبولد لاعبة كرة يد ألمانية.
- 11 يناير – مارك فورستر موسيقي ألماني.
- 25 يناير – شتيفان كيسلينغ لاعب كرة قدم ألماني.
- 31 يناير – ألكسندر لودفيغ لاعب كرة قدم ألماني.

### فبراير
- 18 فبراير – كاترين وورل شيلر لاعبة كرة مضرب ألمانية.
- 21 فبراير – ديفيد أودونكور لاعب كرة قدم ألماني.

### مارس
- 1 مارس – باتريك هيلمس لاعب كرة قدم ألماني.
- 7 يونيو – مارسيل تشافر لاعب كرة قدم ألماني.
- 18 مارس – كاتيا كرامارشيك لاعبة كرة يد ألمانية.
- 24 مارس – فيليب بيتشنر لاعب كرة مضرب ألماني.

### أبريل
- 25 أبريل – أولريكه مرتيزاكر لاعبة كرة يد ألمانية.
- 26 أبريل – جيريت مولر لاعب كرة قدم ألماني.

### مايو
- 8 مايو – نادين تشانراويناتا
- 11 مايو – دانييل كراوس لاعب ومدرب كرة قدم ألماني.
- 14 مايو – باتريك أوتشس لاعب كرة قدم ألماني.
- 14 مايو – مايكل رينسنغ لاعب كرة قدم ألماني.
- 27 مايو – كارستن فيشر لاعب كرة قدم ألماني.

### يونيو
- 7 يونيو – مارسيل تشافر لاعب كرة قدم ألماني.
- 27 يونيو – جوزيه هوليباس لاعب كرة قدم يوناني.
- 28 يونيو – إيزابيل كلاين لاعبة كرة يد ألمانية.

### يوليو
- 11 يوليو – مارتين لانيغ لاعب كرة قدم ألماني.
- 12 يوليو – أندريه بيجمان لاعب كرة مضرب ألماني.
- 14 يوليو – جوليا بابيلون لاعبة كرة مضرب ألمانية.

### أغسطس
- 1 أغسطس – باستيان شفاينشتايغر لاعب كرة قدم ألماني.
- 29 أغسطس – كريستيان ليل لاعب كرة قدم ألماني.

### سبتمبر
- 19 سبتمبر – فيليب مولر لاعب كرة يد ألماني.
- 19 سبتمبر – مايكل مولر لاعب كرة يد ألماني.
- 23 سبتمبر – يان إنغفر كالسين براكر لاعب كرة قدم ألماني.
- 29 سبتمبر – بير ميرتيساكر لاعب كرة قدم ألماني.

### أكتوبر
- 1 أكتوبر – هيربرت هيل لاعب كرة سلة أمريكي.
- 16 أكتوبر – روبيرتو هيلبيرت لاعب كرة قدم ألماني.
- 18 أكتوبر – روبرت هارتنغ
- 21 أكتوبر – سيلفيو هاينيفيتر لاعب كرة يد ألماني.

### نوفمبر
- 2 نوفمبر – يوليا شتيغنر عارضة ألمانية.
- 18 نوفمبر – أنا لوربير لاعبة كرة يد ألمانية.
- 20 نوفمبر – يان مارتن
- 21 نوفمبر – سكارليت ويرنر لاعبة كرة مضرب ألمانية.

### ديسمبر
- 8 ديسمبر – داستن براون لاعب كرة مضرب ألماني.
- 17 ديسمبر – مارتن إمريك لاعب كرة مضرب ألماني.
- 22 ديسمبر – دايفيد مولر لاعب كرة قدم ألماني.

## وفيات

### يناير
- 1 يناير – مارجريت التمان (مواليد 1900)

### فبراير
- 15 فبراير – غريت هيرمان (مواليد 1901) رياضياتية ألمانية.

### مارس
- 6 مارس – مارتن نيمولر (مواليد 1892)
- 12 مارس – هانز ملشيور (مواليد 1894) عالم نبات ألماني.
- 22 مارس – جوسيف مولر (مواليد 1893)

### مايو
- 11 مايو – توني توريك (مواليد 1919) لاعب كرة قدم ألماني.
- 19 مايو – أوتو رومباخ (مواليد 1904)

### نوفمبر
- 10 نوفمبر – يوهان جورج ارنست إنغلهارد (مواليد 1908) فيزيائي ألماني.